# .30 Remington AR
El cartucho metálico .30 Remington AR fue desarrollado en el 2008 por Remington Arms para llenar un vacío entre opciones de caza mayor que funcione como un intermedio entre el .223 Remington y cartuchos de la clase del .308 Winchester .  El diseño fue un esfuerzo conjunto entre empresas bajo el nombre de "Freedom Group" a través de una firma de capital privado  e incluyó empresas como Bushmaster, DPMS y la propia Remington . El .30 Remington AR cuenta con un borde rebajado diseñado para adaptarse al rifle de caza semiautomático R-15 de Remington. Fue hecho para ajustarse a las limitaciones dimensionales del cargador AR-15 y se basa en una modificación del .450 Bushmaster, que a su vez se basa en el .284 Winchester . 
Remington fue la única empresa que fabricó esta munición y sus componentes  y el cartucho resultó ser un fracaso comercial y Remington lo descontinuó.

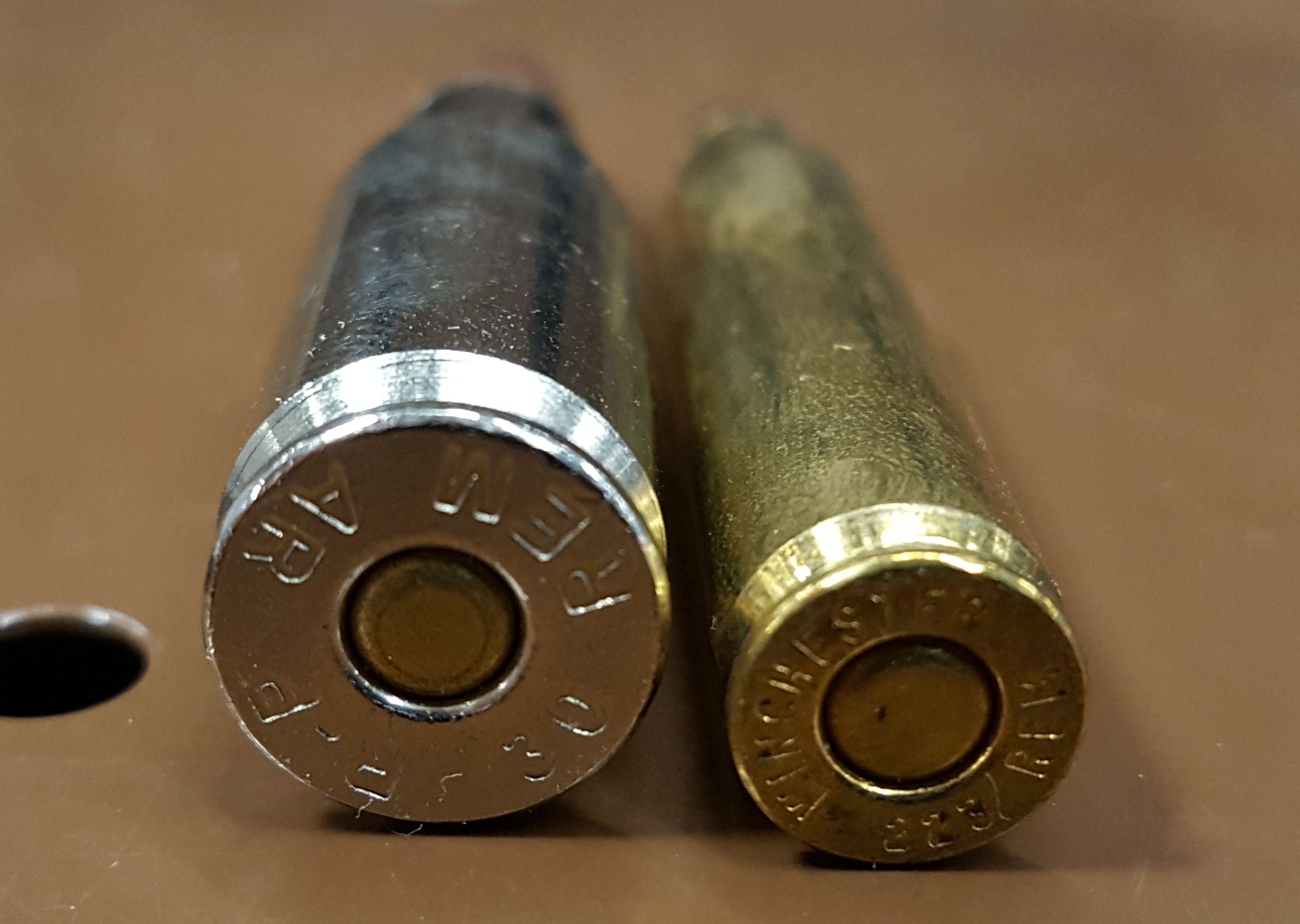
El .30 Remington AR tiene un diámetro significativamente más ancho que el .223 Remington

## Diseño
Comenzando con el casquillo de un .450 Bushmaster, Remington recortó la longitud a 1.525 pulgadas del 1.7 casquillo original y la redujo para aceptar una bala cónica de .308 pulgadas de diámetro, con un hombro de 25 grados. 
El tamaño del borde es de .492 pulgadas y debido a que la bala genera una presión de 55,000 psi, Remington optó por usar un cerrojo de rifle de .308 en un rifle de tamaño 5.56 para aumentar el soporte de la caja.  El borde se ensanchó desde el .473 pulgadas de la caja principal para evitar el uso de un cerrojo más ligero considerado adecuado para el .450 Bushmaster. Con una bala de 150 granos, logra una velocidad de salida de 2575 pies por segundo (fps). 

## Actuación
Las pruebas de rendimiento entre el .30 RAR y el .308 Winchester muestran que si bien el .30 RAR tiene una buena velocidad de salida, la energía que es capaz de entregar al objetivo a alrededor de 400 yardas disminuye significativamente. 